# Zákony Jima Crowa

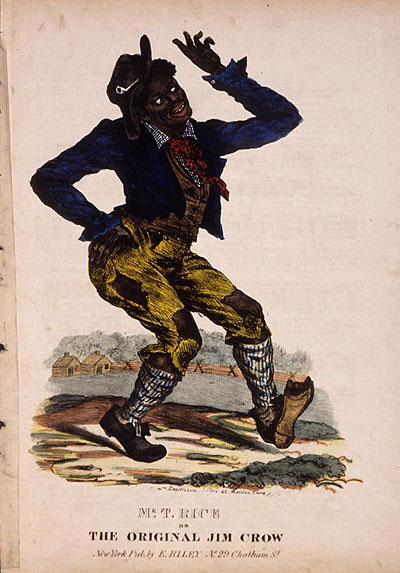
Dobová karikatura Jima Crowa

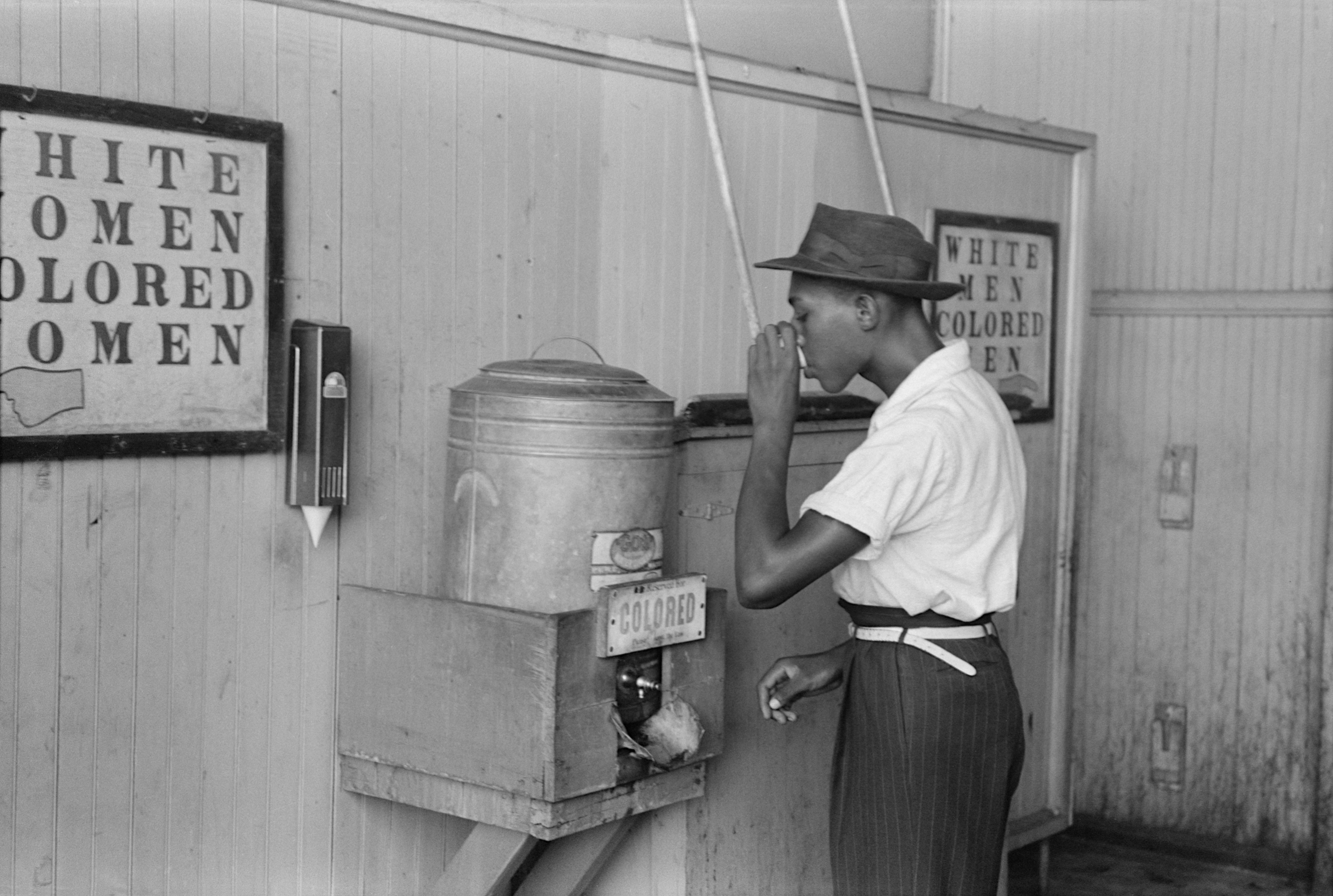
Pítko pro barevné v Oklahoma City, rok 1939

Zákony Jima Crowa (anglicky Jim Crow laws) je neoficiální souhrnné označení pro různá nařízení o rasové segregaci, která platila v jižních státech USA v letech 1876 až 1965. Název byl poprvé použit roku 1892 v New York Times a byl inspirován populární písní „Jump Jim Crow“, v níž kabaretiér Thomas D. Rice zesměšňoval mluvu černých otroků. Tyto segregační zákony ovlivnily mnohé aspekty běžného života černochů.
Po občanské válce a zrušení otroctví panovala mezi bílými Jižany obava z rostoucího vlivu Afroameričanů. Po americké občanské válce následovalo období rekonstrukce Jihu. Objevily se pokusy o segregaci, mnohé z nich byly ovšem potrestané. Před rokem 1877 byly v několika jižních státech oddělené školy pro bílé a barevné studenty. Výjimkou bylo například New Orleans, kde se v tomto sektoru podařila udržet integrace až do roku 1877. I když zákon nevyžadoval segregaci a černoši měli přístup do stejných budov jako běloši, docházelo i tak k rozdělování. Například v nemocnicích byli na jiných poschodích, ve věznicích byly oddělené cely. Politikům spojeným převážně s Demokratickou stranou uvolnila ruce dohoda o stažení federálních jednotek z Jihu, uzavřená roku 1877. Nové politické vedení začalo na úrovni jednotlivých států nebo okresů přijímat zákony vylučující „barevné“ z veřejného života. Byly pro ně zřizovány oddělené školy, veřejné knihovny, nemocnice, věznice, restaurace, veřejné dopravní prostředky a podobně, u soudů se přísahalo na dvě různé Bible, zakazovala se smíšená manželství nebo stěhování do rasově odlišných čtvrtí. Byla také přijata opatření omezující volební právo černochů, jako majetkový cenzus nebo nutnost složit vědomostní zkoušky, kde byly ovšem výjimky, které umožňovaly volit bělochům, přestože tato kritéria nesplnili. Oficiálně se uplatňovala zásada „separate but equal“ (odděleni, ale rovni), v praxi však byly veřejné služby určené barevným podstatně méně kvalitní. Protesty proti novým zákonům ukončilo roku 1896 rozhodnutí amerického Nejvyššího soudu v kauze Plessy vs. Ferguson, podle něhož jsou podobná rozhodnutí v kompetenci místních orgánů a segregace není v rozporu se Čtrnáctým dodatkem ústavy.

## Migrace
V důsledku těchto omezení emigrovalo během 90. let 19. století přes 180 tisíc černochů. (K emigraci docházelo i dříve – mezi lety 1865 a 1890 emigrovalo do Kansasu okolo 40 tisíc černochů.) Odcházeli hledat lepší pracovní podmínky do větších měst, jakými byla například města Chicago a New York. To se ovšem nelíbilo obyvatelům Jihu, jelikož vznikla prázdná pracovní místa, která nebyli schopni zaplnit. Snaha udržet černošské obyvatelstvo se v některých oblastech projevila zvýšením platů nebo se po návratu nespokojených migrantů zveřejňovaly v novinách jejich příběhy. S příchodem první světové války nastala tzv. Velká migrace, kdy přes půl milionu černochů odešlo z Jihu na Sever.

## Zrušení zákonů
V roce 1909 byla založena National Association for the Advancement of Colored People, usilující o zrušení rasové segregace. Hnutí získalo na síle po druhé světové válce, protože aktivní účast v ní podpořila sebevědomí Afroameričanů. V roce 1955 došlo v Montgomery k bojkotu rasově oddělené veřejné dopravy, který vedla Rosa Parksová, v roce 1957 zajistila armáda přístup černých studentů na Little Rock Central High School, v roce 1963 se konal Pochod na Washington za práci a svobodu, na němž promluvil Martin Luther King. Reakcí na tyto události bylo 2. července 1964 přijetí Civil Rights Act of 1964, zakazujícího jakoukoli formu rasové diskriminace. O rok později byl změněn také volební zákon, aby zaručil menšinám rovné hlasovací právo.